# El Progreso (Buenos Aires)

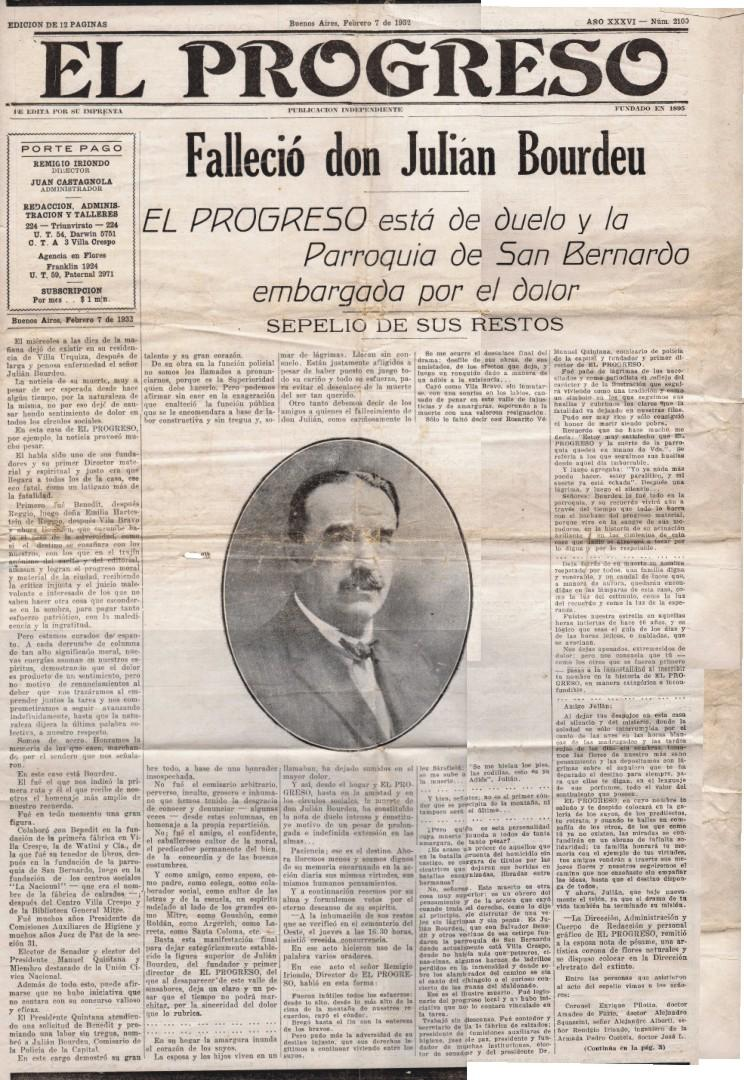

El Progreso fue un periódico de la ciudad de Buenos Aires. El 4 de noviembre de 1895, Salvador Benedit, Julián Bourdeu y otros jóvenes (García Torres, Saporiti y Egoscue), vecinos de Villa Crespo fundaron el semanario El Progreso, del que Bourdeu fue el primer director. Funcionó en Malabia a metros de Triunvirato, antiguo nombre este, a la altura de Villa Crespo, de la Avenida Corrientes. 

## Directores
Fueron directores otros destacados vecinos como el para entonces exconcejal don Remigio Iriondo (circa 1930). A mediados de 1970 su propietario y director era don Narciso Nicolás De Filpo, momentos en que El Progreso era decano del periodismo vecinal porteño.

## Política
En sus orígenes, El Progreso, apoyaba a la Unión Cívica Nacional, partido que había surgido del acuerdo entre la Unión Cívica acaudillada por Bartolomé Mitre y el Partido Autonomista Nacional liderado por Julio A. Roca.